# Зигальга (национальный парк)
Национальный парк «Зигальга» — национальный парк в Челябинской области.
Создан 18 ноября 2019 года в рамках национального проекта «Экология». Располагается на территории Катав-Ивановского муниципального района Челябинской области. Общая площадь — 45 661, 6 га.
Целью создания национального парка является охрана уникальных лесных и тундровых экосистем в горных массивах Южного Урала в бассейнах рек Юрюзань и Куткурка.
Территория парка относится к району темнохвойных лесов и гольцов верхнего пояса гор Южного Урала. В парке протекают три реки и более 40 ручьев, в парке находится несколько болот.
На территории парка насчитывается около 500 видов сосудистых растений. Среди них есть охраняемые растения, такие как княженика обыкновенная, волчье лыко, ветреница пермская, княжик сибирский, ястребинка иремельская, лилия-сарана и другие. В состав фауны национального парка входит 55 видов млекопитающих, 159 видов птиц, 13 видов земноводных и пресмыкающихся и 17 видов рыб. Из них в Красную книгу Российской Федерации включены 13 видов и 48 видов внесены в Красную книгу Челябинской области.